# Gnaius Fulvius Centumalus (consul in 229 v.Chr.)
Gnaius Fulvius Centumalus was samen met Lucius Postumius Albinus consul in 229 v.Chr. In zijn hoedanigheid als consul voerde hij samen met zijn collega oorlog in Illyrië. Ze ondervonden geen effectieve weerstand. Nadat de troepen van de Illyrische koningin Teuta volledig uiteen geslagen was en de koningin zelf met een klein groepje getrouwen gevlucht was naar een goed versterkte stad, genaamd Rhizon, keerde Centumalus terug naar Rome met het grootste deel van de vloot en infanterie. Hij liet Albinus achter met veertig schepen. Het jaar daarop hield Centumalus een triomftocht. Dit was de eerste triomftocht ter ere van een overwinning op de Illyriërs.

## Antieke bronnen
- Polybius, II 11, 12.
- Florentius, II 5.
- Eutropius, III 4.
- Orosius, IV 13.
- Comp. Cassius Dio Frag. 1517 ed. Reimar.

## Bibliografische referentie
- W. Smith, art. Centumalus (2), in W. Smith (ed.), A dictionary of Greek and Roman biography and mythology, I, Londen, 1870, p. 667.